# اواوکو (مجموعه تلویزیونی ۲۰۲۳)
اواوکو (به ژاپنی: 大奥 Ōoku)، یک مجموعه تلویزیونی ژاپنی محصول ان‌اچ‌کی، جیدایگکی محصول ۲۰۲۳ است. این مجموعه دارای دو فصل است که هر فصل آن ۱۰ قسمت دارد.

## زمینه
داستان در کل دوره ادو در اواوکو اتفاق می‌افتد و داستانی است که در پس زمینه ای از واقعیت تاریخی قرار دارد.
اوکو جایی بود که هزاران زن برای یک شوگون از شوگون‌سالاری توکوگاوا کار می‌کردند یا بخشی از قلعه ادو بود که خانم‌ها در آن زندگی می‌کردند.